# Honor mancillado
Honor mancillado (Tarnished Lady) es una película de 1931 dirigida por George Cukor e interpretada por Tallulah Bankhead, Clive Brook, Phoebe Foster, Alexander Kirkland, Elizabeth Patterson y Osgood Perkins.

## Argumento
Una dama de la alta sociedad neoyorkina acaba perdiendo su fortuna y al hombre que quiere al ir tomando una decisión nefasta tras otra.

## Otros créditos
- Productora: Paramount Pictures
- Color: Blanco y Negro
- Montaje: Barney Rogan